# 城巴過境路線

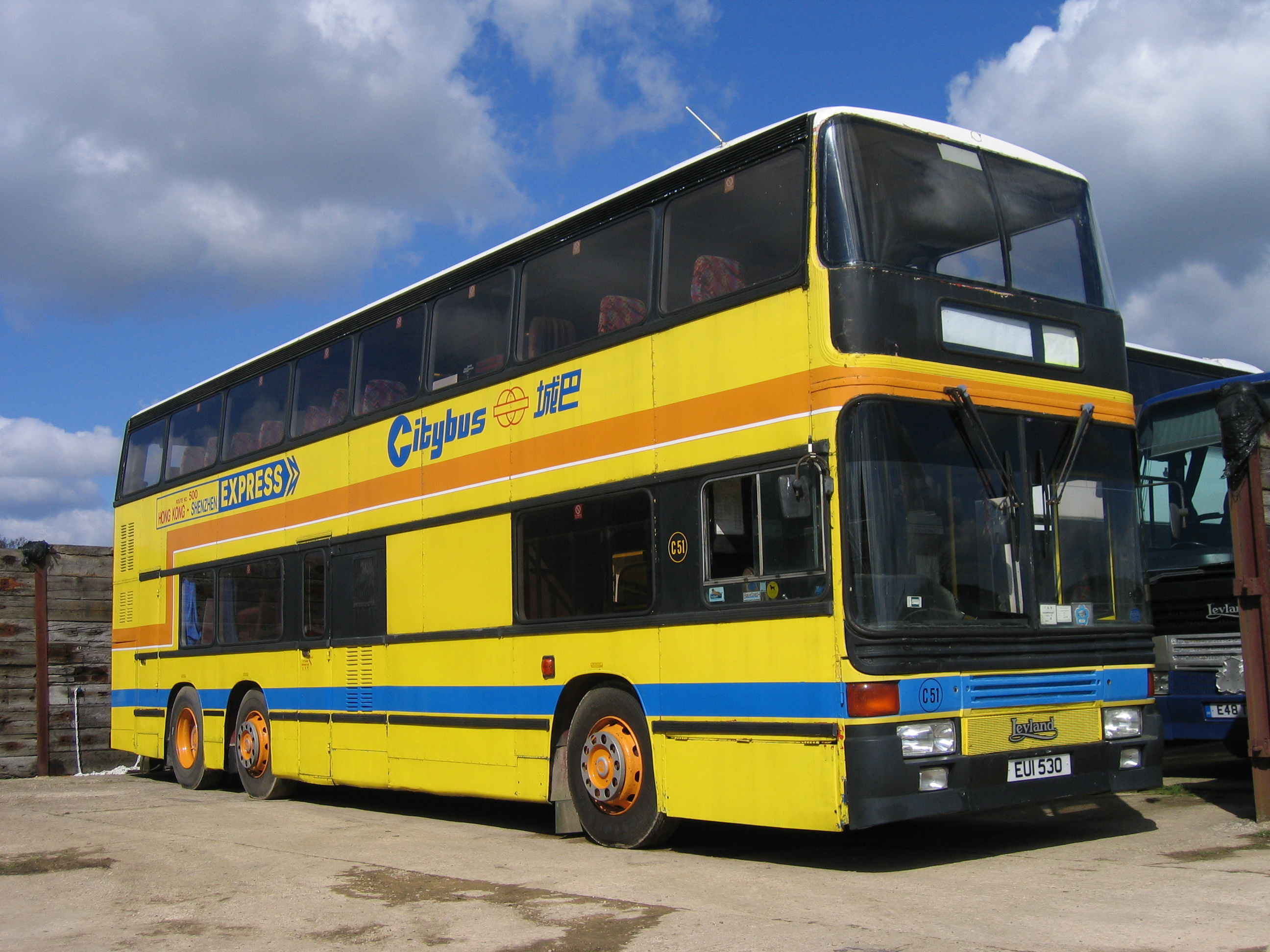
1985年開始用於城巴過境線的ECW車身利蘭奧林匹克空調巴士；圖中車輛最初編號為C51，後改為C102、102，退役後被一名英國巴士迷私人保留，並一度復原為過境線時期城巴塗裝（2008年）

城巴曾於1985年至2001年間經營非專利的過境巴士路線，由香港往返廣東省各地。

## 城巴過境路線詳情

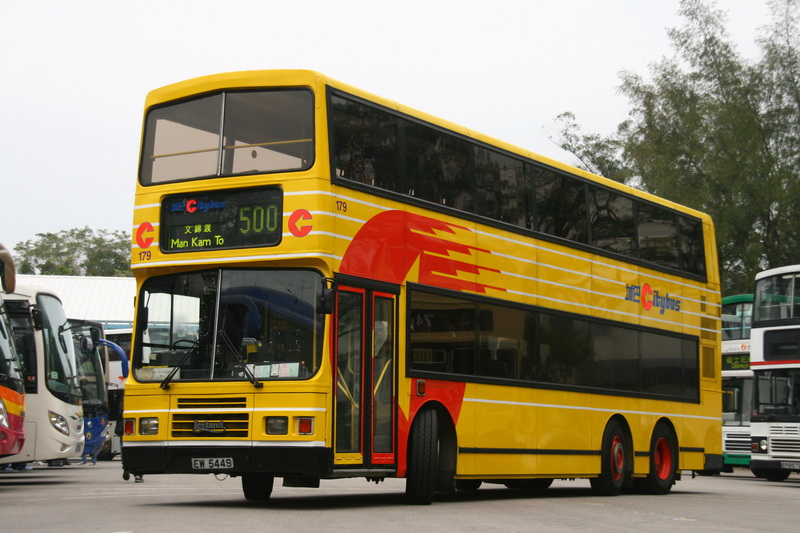
利蘭奧林匹克11米空調巴士曾是城巴過境路線的主力車型之一；圖中車輛採用復刻版城巴「大食鬼」塗裝，路線牌在巴士大集會上顯示「500」線，但實際上在城巴過境線營運時期此類巴士會懸掛粵港兩地牌

城巴於1985年1月1日開辦了往返深圳市的路線，取道文錦渡過境，使用非空調的利蘭珍寶（倫敦寶）行走。同年，一輛10.3米 (C101)及四輛12米利蘭奧林比安空調巴士（C102-C105）亦加入行走過境路線，提供豪華巴士服務。
80年代末至90年代初期，城巴大批引進各類單層及雙層空調巴士，過境路線全冷化。
1991年起，因應中港交通日漸繁忙，城巴先後開辦了往返東莞、深圳機場、廣州（广深高速公路1994年通車後開辦）及樟木頭的路線。與此同時，過境巴士市場的競爭也愈來愈激烈，城巴因而於1996年購入富豪B12巴士，以及大幅減價，提升競爭力。但是城巴最終難敵競爭對手，加上廣深鐵路提速後行車時間縮短，部份往廣州及東莞的乘客改乘鐵路廣九直通車，城巴於2001年3月退出過境巴士市場。
城巴過境巴士車次如下：（雙數車次為往內地方向，單數車次為往香港方向）
- 往返深圳各地
  - 往深圳：500、504、508、512、516、522、524、526
  - 往香港：501、505、509、513、517、523、525、527

- 往返深圳機場及東莞各地
  - 往東莞：502、506、510、514、518、520、528
  - 往香港：503、507、511、515、519、521、529

- 往返廣州花園酒店
  - 往廣州：550、552、554、556、558
  - 往香港：551、553、555、557、559

| 車次         | 車次    | 車次    | 車次    | 車次    | 車次         |
| 地點         | 550     | 552     | 554     | 556     | 558          |
| ------------ | ------- | ------- | ------- | ------- | ------------ |
| 金鐘 (西)    | 0710    | 0810    | 0910    | 1010    | -            |
| 中港城       | 0730    | 0830    | 0930    | 1030    | 1400         |
| 沙田第一城   | 0800    | 0900    | 0930    | 1000    | 1430         |
| 置樂花園     |         |         |         |         |              |
| 皇崗口岸     |         |         |         |         |              |
| 廣州花園酒店 | 1100    | 1200    | 1230    | 1300    | 1730         |
| 常用車       | 富豪B12 | 富豪B12 | 富豪B12 | 富豪B12 | 利蘭奧林比安 |

每天還有一班車由屯門置樂花園、天水圍天瑞邨開出，大約時間是8:30左右。
| 论 编                                               | 城巴廣州線（金鐘（西）/中港城→廣州花園酒店） |  |
|                                                     |                                              |  |
| 金鐘（西）^→中港城→沙田第一城→皇崗口岸→廣州花園酒店 |                                              |  |
| ^只限車次550、552、554、556                         |                                              |  |

| 论 编                                   | 城巴廣州線（廣州花園酒店→中港城） |  |
|                                         |                                   |  |
| 廣州花園酒店→皇崗口岸→沙田第一城→中港城 |                                   |  |
|                                         |                                   |  |

- 往返樟木頭新都會酒店
  - 往樟木頭：570、572
  - 往香港：571、573、575

- 往返小梅沙（只限清明及重陽行走）
  - 往小梅沙：580
  - 往香港：581

## 深圳灣口岸路線
2007年7月1日，深圳灣大橋開通，城巴先後開辦專營巴士B3、B3A及B3X線，由屯門區往返深圳灣口岸。有些人認為這三條路線屬過境路線，但實際上由於這些路線只到在香港特別行政區管轄範圍內的港方口岸區，因此它們實際上只屬口岸接駁路線，並沒有「跨境」。

## 外部鏈接
- 城巴中港過境線回顧 （页面存档备份，存于）